# Macrocera indigena
Macrocera indigena är en tvåvingeart som beskrevs av Oskar Augustus Johannsen 1910. Macrocera indigena ingår i släktet Macrocera och familjen platthornsmyggor. Inga underarter finns listade i Catalogue of Life.